# Голутвин, Вадим Юрьевич
Вади́м Ю́рьевич Голу́твин (29 марта 1953, Москва — 16 июля 2022, Москва) — советский и российский гитарист, автор песен, участник многих ВИА и рок-групп: «Добры молодцы», «Весёлые ребята», «Аракс», «СВ», «Аэробус». В документальном фильме «Рок и фортуна» (1989) охарактеризован Андреем Макаревичем как «один из лучших инструменталистов советского рока». Являлся независимым продюсером, композитором, аранжировщиком.

## Работа
- 1971—1973 — экспериментальный театр-студия под руководством Геннадия Юденича
- 1973—1975 — «Театр миниатюр» («Эрмитаж»)
- 1975 — ВИА «Добры молодцы»
- 1975—1977 — ВИА «Весёлые ребята»
- 1977—1978 —  ВИА «Добры Молодцы»
- 1978—1981 — группа «Аракс»
- 1981—1982 — аранжировщик в студии Максима Дунаевского
- 1982—1984 — группа Ованеса Мелик-Пашаева
- 1983 исполнение музыки для фильма «Мэри Поппинс, до свидания» в коллективе группы «Воскресение»
- 1984 — группа «Салют»
- 1984—1985 — Государственный оркестр под управлением Максима Дунаевского
- 1985 Участие в записи музыки к фильму «Выше радуги» в студии Юрия Чернавского
- 1985—1986 — группа «Аэробус» под руководством Юрия Антонова
- 1986—2022 — группа «СВ»
- 1994—1997 — сессионный гитарист
- 1997—2000 — аккомпанирующая группа певицы Валерии
- 2002—2004, 2006—2022 — группа «Аракс»[3][4]

Сотрудничал с исполнителями: Алла Пугачёва, Алёна Апина, Владимир Пресняков (старший), Алёна Свиридова, Владимир Пресняков (младший), Игорь Крутой, Александр Буйнов, Ирина Салтыкова, Александр Барыкин, Лариса Долина, Александр Серов, Павел Смеян, Алексей Глызин, Кабаре-дуэт «Академия», Алексей Романов, Алексей Аграновский, Татьяна Анциферова, Андрей Сапунов, Татьяна Буланова, Яак Йоала, Андрей Губин, Анатолий Алёшин, Александр Иванов, Анна Резникова, Татьяна Зыкина, Валерия, Павел Астахов, Александра Радова, Сергей Фокин, Владимир Румянцев ; композиторами: Александр Зацепин, Александр Шульгин, Алексей Рыбников, Аркадий Укупник, Владимир Матецкий, Геннадий Гладков, Максим Дунаевский, Марк Минков, Юрий Антонов, Юрий Чернавский.

 Честно говоря, я не вижу смысла выступать дуэтом и не вижу смысла в джемах. Джемовать имеет смысл только тогда, когда выступают такие музыканты, как, допустим, Эрик Клэптон и Джордж Харрисон, или же великие джазмены калибра Диззи Гиллеспи или Сонни Роллинса — уже одно их дыхание само является музыкой. Во всех остальных случаях это называется болтать по блюзу. А я болтать по блюзу не люблю. В нашем государстве очень активно работают пираты, и заработать на выпуске дисков практически невозможно. Так что пропади они пропадом. К тому же, на диске фиксируется только какая-то формальная часть, репертуар. Наше основное качество — живое исполнительство, поэтому для нас самым главным являются концерты.— Вадим Голутвин
Скончался 16 июля 2022 года.

## Личная жизнь
Сын Николай Голутвин (род. 28 октября 1983), занимается электронной музыкой (проекты Furious, Aerofurious, Crazy Astronaut, Delirious Noon), публикуется за рубежом.

## Композиторская фильмография
- Я вас жду
- Паром «Анна Каренина»
- Письма в прошлую жизнь[11]
- Сказка о мёртвой царевне
- Новая старая сказка
- Старые молодые люди
- Циники
- Д. М. Б.
- Московские окна
- Боец
- Откричат журавли
- Подкидной
- О любви и других неприятностях
- Девочки
- Лавэ[12]

Также почти к десятку короткометражных фильмов (в том числе «Доктор Андерсен», «Ночь и день», «Один»), дипломных, учебных (ВГИК). Некоторые получили международные призы, а «Подкидной» куплен BBC.